# یودفت

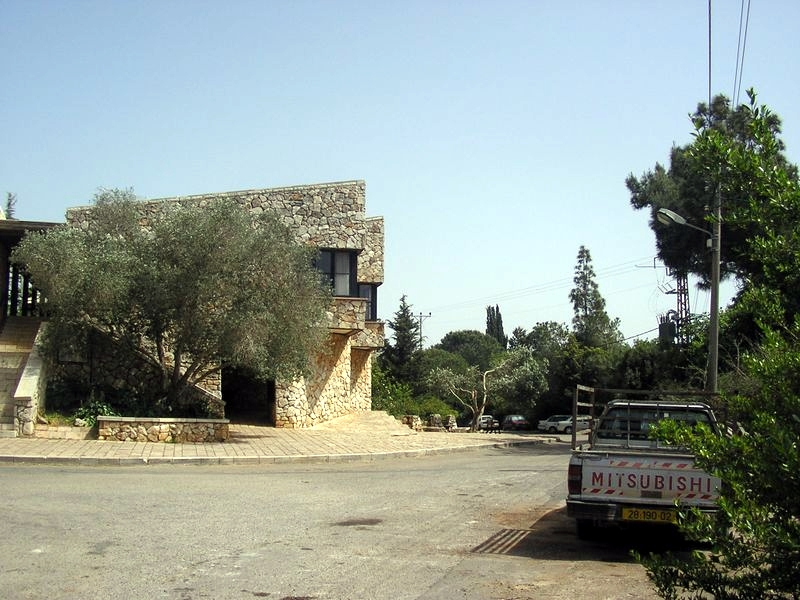
تصویری از یک خانه اجتماعات در روستای یودفت

یودفت (انگلیسی: Yodfat؛ عبری: יוֹדְפַת‎) یک روستای تعاونی یا موشاو شیتوفی است که در شمال اسرائیل قرار دارد. این روستا در الجلیل پایین، جنوب کرمیئیل و در مجاورت خط الراس کوه آتزامون، شمال دره بیت نتوفا و در حوزه شورای شهری میسگاو است. جمعیت این روستا در سال ۲۰۱۷ برابر با ۸۲۹ نفر بوده است. 